# Gnosjö
För andra betydelser, se Gnosjö (olika betydelser).
Gnosjö är en tätort och centralort i Gnosjö kommun i Jönköpings län samt kyrkby i Gnosjö socken.

## Befolkningsutveckling
| Befolkningsutvecklingen i Gnosjö 1960–2020 | Befolkningsutvecklingen i Gnosjö 1960–2020 | Befolkningsutvecklingen i Gnosjö 1960–2020 | Befolkningsutvecklingen i Gnosjö 1960–2020 | Befolkningsutvecklingen i Gnosjö 1960–2020 |
| ------------------------------------------ | ------------------------------------------ | ------------------------------------------ | ------------------------------------------ | ------------------------------------------ |
|                                            |                                            |                                            |                                            |                                            |
| År                                         |                                            |                                            | Folkmängd                                  | Areal (ha)                                 |
| 1960                                       | 1960                                       |                                            | 1 963                                      |                                            |
| 1965                                       | 1965                                       |                                            | 2 322                                      |                                            |
| 1970                                       | 1970                                       |                                            | 2 728                                      |                                            |
| 1975                                       | 1975                                       |                                            | 3 420                                      |                                            |
| 1980                                       | 1980                                       |                                            | 3 709                                      |                                            |
| 1990                                       | 1990                                       |                                            | 4 125                                      | 397                                        |
| 1995                                       | 1995                                       |                                            | 4 379                                      | 466                                        |
| 2000                                       | 2000                                       |                                            | 4 504                                      | 476                                        |
| 2005                                       | 2005                                       |                                            | 4 300                                      | 478                                        |
| 2010                                       | 2010                                       |                                            | 4 326                                      | 489                                        |
| 2015                                       | 2015                                       |                                            | 4 528                                      | 547                                        |
| 2020                                       | 2020                                       |                                            | 4 474                                      | 520                                        |
|                                            |                                            |                                            |                                            |                                            |

## Näringsliv
Gnosjö är en entreprenörsort med stor andel företagande, som med kringområdet givit upphov till begreppet "Gnosjöandan".

### Bankväsende
I början av 1900-talet etablerade Jönköpings handelsbank ett kontor i Gnosjö. Denna bank togs snart över av Göteborgs handelsbank. År 1949 köptes denna bank av Skandinaviska banken, som behöll kontoret i Gnosjö. Senare tillkom ett kontor för Smålands bank. Dessa banker blev senare SEB och Nordea.
Nordea stängde kontoret på Storgatan 6 den 30 juni 2016. Därefter fanns SEB och Swedbank kvar på orten.

## Utbildning
I Gnosjö finns gymnasieskolan Gnosjöandans Kunskapscentrum (GKC). Förutom gymnasieutbildningar finns det möjlighet till vuxenutbildning. Skolenheten öppnades först 1997.

## Kända personer födda i Gnosjö
- Morgan Nilsson - fotbollsspelare
- Patrik Turesson - styrkelyftare